# Помацентровые
Помацентровые, или рифовые рыбы (лат. Pomacentridae), — семейство ярко окрашенных тропических лучепёрых рыб. Ранее его включали в состав отряда окунеобразных (Perciformes), с 2016 года рассматривают как incertae sedis в составе подсерии Ovalentaria. Насчитывают 387 видов, объединяемых в 29 родов и 4 подсемейства. Распространены преимущественно в Индийском и Тихом океанах, а также в тропических водах Атлантики. 
Характеризуются ктеноидной чешуёй, слабыми зубами и только одним рядом жаберных листочков на четвёртой жаберной дуге (задний ряд недоразвит). Питаются мелкими животными и особенно мелкими полипами коралловых рифов, среди которых живёт большинство рыб.

## Классификация
В начале XX века семейство относилось к сростноглоточным (Pharyngognathi) костистым рыбам.
Подсемейство Amphiprioninae
- Amphiprion Bloch & Schneider, 1801 — Амфиприоны, или рыбы-клоуны
- Premnas Cuvier, 1816

Подсемейство Chrominae 5 родов, 112 видов  
- Acanthochromis Gill, 1863 монотипический
- Altrichthys Allen, 1999 2 вида
- Azurina Jordan & McGregor, 1898 2 вида
- Chromis Cuvier, 1814 — Хромисы 97 видов
- Dascyllus Cuvier, 1829 — Дасциллы 10 видов
  - Dascyllus aruanus — Зебровидный дасцилл
  - Dascyllus reticulatus — Сетчатый дасцилл
  - Dascyllus trimaculatus — Трёхпятнистый дасцилл

Подсемейство Lepidozyginae
- Lepidozygus Günther, 1862 — Лепидозиги, или лирохвостые рыбы-ласточки монотипический

Подсемейство Pomacentrinae 21 род, 244 вида
- Abudefduf Forsskål, 1775 — Абудефдуфы 20 видов
- Amblyglyphidodon Bleeker, 1877 — Высокотелые рыбы-ласточки 11 видов
- Amblypomacentrus Bleeker, 1877 3 вида
- Chrysiptera Swainson, 1839 — Хризиптеры
- Dischistodus Gill, 1863 — Дисхистоды
- Hemiglyphidodon Bleeker, 1877 — Гемиглифидодоны
- Hypsypops Gill, 1861 — Гарибальдии
- Labrodascyllus
- Mecaenichthys Whitley, 1929
- Microspathodon Günther, 1862 — Морокоты
- Neoglyphidodon Allen, 1991
- Neopomacentrus Allen, 1975
- Nexilosus Heller & Snodgrass, 1903 — Кастаньеты (род)
- Parma Günther, 1862 — Пармы
- Plectroglyphidodon Fowler & Ball, 1924 — Плектроглифидодоны
- Cheiloprion Weber, 1913 — Губастые рыбы-ласточки
- Pomacentrus Lacepède, 1802 — Леопольдиты
  - Pomacentrus pavo — Леопольдита-павлин
- Pomachromis Allen & Randall, 1974
- Pristotis Rüppell, 1838 — Пристотисы
- Pseudopomacentrus  Bleeker, 1877
- Similiparma  Hensley, 1986
- Stegastes Jenyns, 1840 — Стегастесы
- Teixeirichthys Smith, 1953 — Тейксейрихты